# Jean Viollis
Jean-Henri d'Ardenne de Tizac dit Jean Viollis est un écrivain naturaliste et sinologue français né le 17 mai 1877 à Lacapelle-Marival et mort le 17 décembre 1932 à Paris. 

## Biographie
Jean-Henri d'Ardenne de Tizac fait ses études de droit à Toulouse et devient juriste. Chef-adjoint du cabinet du ministre de l'Instruction publique Joseph Chaumié, conservateur du musée Cernuschi (1905) et critique d'art, spécialiste des arts chinois.
Il est le second époux d'Andrée Viollis (1905). En 1907, il voyage avec elle en Tunisie, ce qui lui inspire son roman Délices de Fez. Le couple aura deux filles. 
En 1927, il préface Le Palanquin rouge de Georges Maybon.

## Œuvres
- L'Auvergnate (nouvelle)
- La Guirlande des jours, Bibliothèque de l'Effort, 1897
- L'Émoi, Borel, 1897
- La Perdrix dorée (avec Andrée Viollis)
- La Récompense, Borel, 1901
- Petit cœur, Mercure de France, 1903
- Monsieur Le Principal, Calmann-Lévy, 1908
- Charles Guerin 1873-1907, Mercure de France, 1909
- L'Art chinois, Renouard, 1910
- Le Mur, Fayard, 1911
- Tapis chinois, Art et décoration, 1911
- 5e Exposition des arts de l'Asie, 1913
- Bonne-fille, Fayard, 1919
- Les Animaux dans l'art chinois, Lévy, 1922
- La Flûte d'un sou, Fayard, 1922
- Délices de Fez, Fayard, 1923
- L'Art des barbares, Imprimerie de Monaco, 1925
- L'oiseau bleu s'est endormi, Plon, 1926
- L'Art classique chinois, H. Laurens, 1926
- Catalogue des poteries de fouille chinoises, Portier, 1930
- La Sculpture chinoise, Van Oest, 1931
- Mais, elle dort ?, Éditions de la Madeleine, 1932
- Puycerrampion (avec Andrée Viollis), la Bibliothèque française, 1947
- Les Survivants, La Bibliothèque française, 1949

## Hommage
Une rue de Toulouse porte son nom. 